# بخش بوزا
بخش بوزا (به لاتین: Bouza Department) یک منطقهٔ مسکونی در نیجر است که در ناحیه تاهوآ واقع شده‌است. بخش بوزا ۳٬۷۷۷ کیلومتر مربع مساحت و ۳۸۶٬۰۹۳ نفر جمعیت دارد.